# 吉林省科学技术协会
吉林省科学技术协会，简称吉林省科协，是中华人民共和国吉林省科学技术工作者组成的专业性人民团体，也是中国科学技术协会的地方组织。

## 历史沿革
1951年7月，中华全国自然科学专门学会联合会长春分会正式成立。1956年6月，吉林省科学技术普及协会正式成立。1958年，两者合并，筹建吉林省科学技术协会。
1958年11月18日至23日，吉林省科协第一次代表大会在长春市召开，宣告成立吉林省科学技术协会（简称吉林省科协），并选举产生由108人组成的第一届委员会。
文化大革命期间，吉林省科协的办事机构停止工作。1977年12月，中共吉林省委作出恢复科协组织的决定，于1978年5月重新任命主席、副主席，标志着吉林省科协第一届委员会恢复活动。

## 组织机构
吉林省科学技术协会第九届委员会设有以下机构：
机关处室
- 办公室
- 计划财务部
- 学会学术部（国际联络部）
- 科技普及部
- 组织人事部
- 调研宣传部
- 院士专家工作部
- 机关党委

基层组织
- 长春市科学技术协会
- 吉林市科学技术协会
- 延边州科学技术协会
- 四平市科学技术协会
- 白城市科学技术协会
- 松原市科学技术协会
- 通化市科学技术协会
- 辽源市科学技术协会
- 白山市科学技术协会
- 长白山保护开发区管理委员会科学技术协会
- 公主岭市科学技术协会
- 梅河口市科学技术协会
- 珲春市科学技术协会

直属事业单位
- 吉林省科学技术协会学会服务中心
- 吉林省科普服务中心
- 吉林省青少年科技中心
- 吉林省科技馆
- 吉林省科学技术工作者服务中心
- 吉林省科学技术协会信息中心
- 吉林省科学技术协会创新创业服务中心

## 历届组成人员

### 第一届
- 任期：1958年11月－1980年10月
- 主席：吴学周
- 副主席：程大荒、张德馨、唐川、王大珩、李冷斋、黄叔培、夏光韦、王骏超、陈光明
- 秘书长：夏光韦（兼）、张大达

### 第二届
- 任期：1980年10月－1986年10月
- 主席：吴学周
- 副主席：王大珩、王秉纶、王湘浩、方传流、李冷斋、余瑞璜、杨子苍、张大达、张德馨、周凯、贺云卿、袁秀顺、唐川、唐敖庆、靳云汉
- 秘书长：姜雅棠

### 第三届
- 任期：1986年10月－1990年10月
- 名誉主席：王大珩、王湘浩、余瑞璜、唐敖庆
- 主席：吴越
- 副主席：丁士晟、丁经绪、刘树铮、庄继德、伍卓群、李治国、李松灿、吴式枢、苏茂德、邹吉田、张作梅、张德春、胡吉成、郝水、徐叙瑢、倪嘉缵
- 秘书长：关辅杰

### 第四届
- 任期：1990年11月－1996年12月
- 名誉主席：张作梅
- 主席：吴越
- 副主席：丁士晟、丁经绪、于志民、马成林、伍卓群、李治国、李松灿、吴式枢、苏茂德、邹吉田、陈远耀、倪嘉缵、黄启昌、臧广信

### 第五届
- 任期：1996年12月－2001年12月
- 主席：臧广信
- 副主席：王荣顺、孔祥国、孙家钟、李玉、刘中树、吴家样、张荫书、林逸、苑奇辉、高天恩、倪嘉缵、郭孔辉、徐兴尧、黄长泉、曹健林

### 第六届
- 任期：2001年12月－2006年12月
- 主席：刘淑莹
- 副主席：于志民、孔样国、史宁中、冯巍、许武、李玉、李广臣、李玉林、李景涛、曲逸绪、吴博达、汪尔康、苑奇辉、曹健林、裘式纶、林学钰、郭孔辉、徐建一

### 第七届
- 任期：2006年12月－2011年12月
- 主席：刘淑莹
- 副主席：于化东、王之虹、王长和、王家骐、尹军、史宁中、刘东华、安凤成、李玉林、李景涛、吴绍明、邹广田、张洪杰、张德江、岳德荣、周其凤、夏咸柱、裘式纶、戴昕

### 第八届
- 任期：2011年12月－2017年2月
- 主席：冯守华[3]
- 副主席：李景涛、尹军、刘东华、曹军、化东、王之虹、王利祥、王家骐、李玉、李殿军、吴绍明、邹广田、张德江、岳德荣、赵继、秦贵信、夏咸柱、戴昕

### 第九届
- 任期：2017年2月－
- 名誉主席：王家骐、李玉、邹广田、夏咸柱
- 主席：冯守华[4]
- 副主席：林天、曹军、韩宇鸿、穆晓东、张明耀、于吉红、王利祥、冯江、刘益春、安立佳、李骏、冷春生、宋柏林、张会轩、陈岗、金宁一、姜会林、贾平